# Hypochthonioidea
Hypochthonioidea (лат.) — надсемейство панцирных клещей (Oribatida).

## Описание
Панцирные клещи, размером от мелких до крупных, с телом умеренно склеротизированным или минерализованным, дихоидным или птихоидным; цвет от бледно-жёлтого до красновато-коричневого, редко почти чёрный. Ботридиум и основание ботридиальной сеты с резким изгибом. С 2 парами экзоботридиальных щетинок. Нотогастр с единым нотасписом или с 1 поперечной сциссурой, которая может быть типа L или типа S. Нотогастр состоит из двух щитов. Длина тела составляет менее 1 мм.

## Классификация
В надсемейство включают 4 семейства. Группу включают в инфраотряд Enarthronota (которую иногда рассматривают в ранге надкогорты). Иногда семейства Lohmanniidae и Mesoplophoridae выделяют в отдельные монотипические надсемейства Lohmannioidea и Mesoplophoroidea в составе инфраотряда Mixonomata, а семейство Arborichthoniidae Balogh & Balogh, 1992 (с одним родом и видом Arborichthonius styosetosus Norton, 1982) включают в Hypochthonioidea.
- Семейство Eniochthoniidae Grandjean, 1947 (1 род, 7 видов)
- Семейство Hypochthoniidae Berlese, 1910 (5, 25)
- Семейство Lohmanniidae Berlese, 1916 (25, 205)
- Семейство Mesoplophoridae Ewing, 1917 (3, 40)